# Jack Prescott
Jack Prescott (1880 (circa) – 1959) è stato un attore e regista statunitense che lavorò nel cinema all'epoca del muto.

## Filmografia

### Attore
- The Key to Yesterday, regia di John Francis Dillon - mediometraggio (1914)
- A Bold, Bad Burglar, regia di Chance Ward - cortometraggio (1915)
- Cornelius and the Wild Man - cortometraggio (1915)
- You'll Find Out - cortometraggio (1915)
- The Keeper of the Flock - cortometraggio (1915)
- The Greater Power - cortometraggio (1915)
- The Emigrant's Peril - cortometraggio (1915)
- Back of the Shadows, regia di William Robert Daly - cortometraggio (1915)
- Her Wedding Night
- A Case of Beans, regia di  William Robert Daly - cortometraggio (1915)
- The Price She Paid - cortometraggio (1915)
- The Idol
- Sotto l'unghia dei tiranni (Martyrs of the Alamo), regia di W. Christy Cabanne (1915)
- The Thoroughbred, regia di Charles Bartlett (1916)
- The Silent Trail, regia di  Charles Bartlett - cortometraggio (1916)
- Powder, regia di Arthur Maude (1916)
- Margy of the Foothills, regia di William Bertram - cortometraggio (1916)
- Overalls, regia di Jack Halloway (1916)
- The Man from Manhattan, regia di Jack Halloway (1916)
- The Strength of Donald McKenzie, regia di Jack Prescott e William Russell (1916)
- Cyclone Higgins, D.D., regia di William Christy Cabanne (1918)

### Regista
- Soul Mates, co-regia di William Russell (1916)
- The Strength of Donald McKenzie, co-regia di William Russell (1916)
- The Man Who Would Not Die, co-regia di William Russell (1916)
- The Torch Bearer, co-regia di William Russell (1916)
- The Love Hermit (1916)